# Сериси-Було
Сериси-Було (фр. Cerisy-Buleux) насеље је и општина у североисточној Француској у региону Пикардија, у департману Сома која припада префектури Абевил.
По подацима из 2011. године у општини је живело 258 становника, а густина насељености је износила 46,07 становника/km². Општина се простире на површини од 5,6 km². Налази се на средњој надморској висини од 103 метара (максималној 127 m, а минималној 96 m).

## Демографија
| 1962. | 1968. | 1975. | 1982. | 1990. | 1999. | 2011. |
| ----- | ----- | ----- | ----- | ----- | ----- | ----- |
| 336   | 342   | 281   | 272   | 278   | 260   | 258   |

График промене броја становника у току последњих година